# Pietro Arduino
Pietro Arduino (Capri, 18 de julio de 1728-Padua, 13 de abril de 1805) fue un botánico italiano.
De una familia algo pobre, estudia en Verona, con el francés Jean François Séguier (1703-1784); y se alojaba en la residencia de Scipion Maffei (1675-1755). Séguier, que conoce la brillantez de Arduino, lo recomienda al director del Jardín botánico de Padua, Giulio Pontedera (1688-1757). Pontedera lo contrata como jardinero. Luego de fallecer Pontedera, asume la dirección con el título de guardián, denominación que se crea especialmente para la ocasión. En 1760, Giovanni M. Marsili (1727-1794) es nombrado director del jardín de Padua.
En 1759, Arduino publicó Animadversionum botanicarum specimen (dos vol., Padua), que ilustra, con figuras, a doce especies de plantas cultivadas en el jardín botánico de Padua; su segunda obra botánica es Animadversionum botanicorum specimen alterum, también ilustra más de veinte especies nuevas o raras, indígenas y exóticas. En lo agrario hay más de doce obras; su más extenso es Memorie di osservazioni..., que contiene datos de utilización de 16 plantas.
Mantiene una importante correspondencia con los botánicos de su tiempo, y notablemente con Carlos Linneo (1707-1778); participando de la introducción en Italia de sus principios.
En 1765, es nombrado profesor de Agricultura y director del Jardín Agrícola de Padua, primera institución de ese tipo en Italia.
Su hermano fue el célebre geólogo Giovanni Arduino (1713-1795).

## Obras
- Animadversionum botanicarum specimen (en latín) 1. Padova: Giovanni Battista Conzatti. 1759.
  - Animadversionum botanicarum specimen (en latín) 2. Venezia: Francesco Sansoni. 1764.
- Memorie di osservazioni e di sperienze sopra la cultura e gli usi di varie plante, 1766.

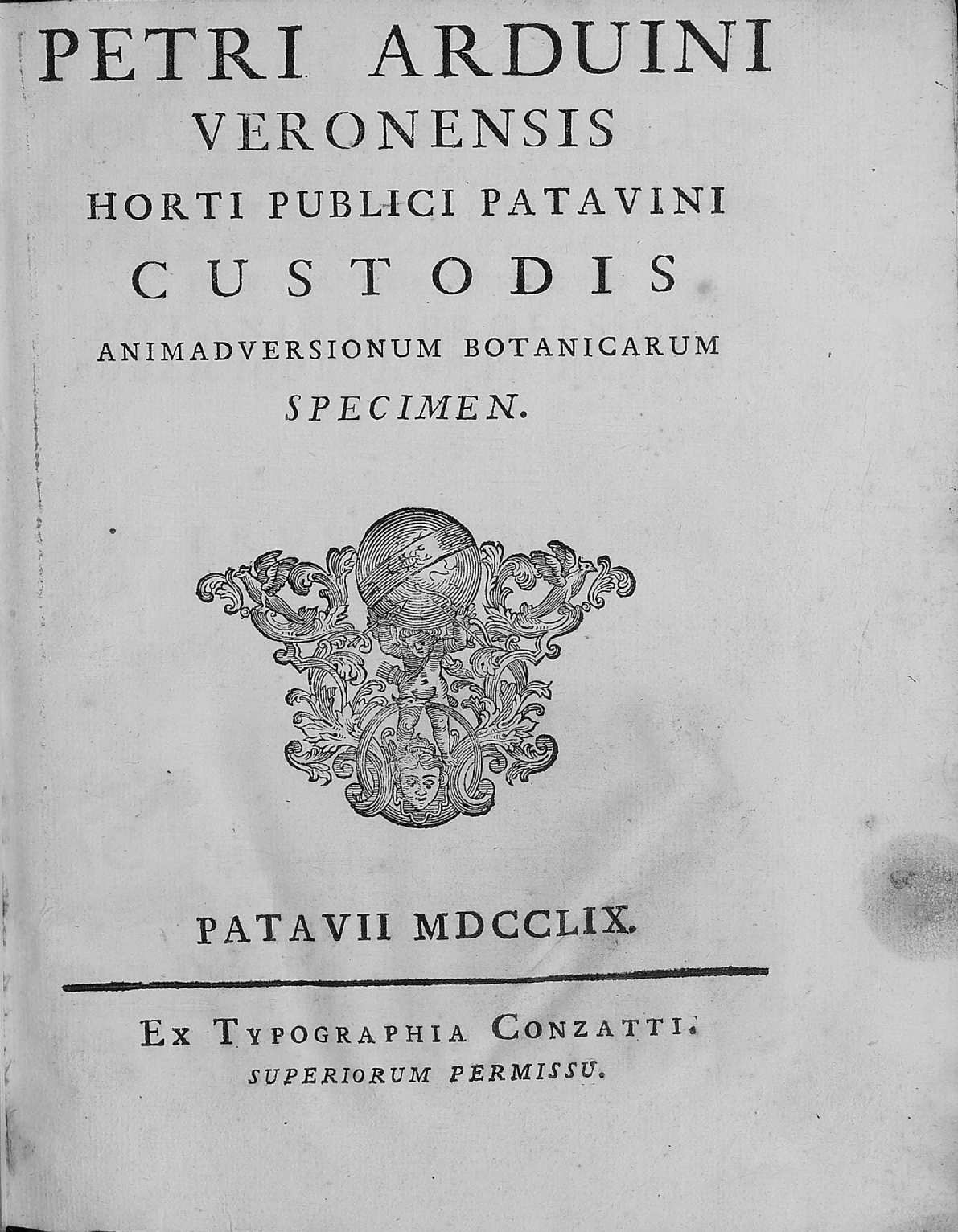
Animadversionum botanicarum specimen, 1759

## Honores

### Eponimia
- (Lamiaceae) Teucrium arduinoi L.[1]
- La abreviatura «Ard.» se emplea para indicar a Pietro Arduino como autoridad en la descripción y clasificación científica de los vegetales.[2]